# Wilhelm Roscher
Wilhelm Georg Friedrich Roscher (ur. 21 października 1817 w Hanowerze, zm. 4 czerwca 1894 w Lipsku) – niemiecki ekonomista. Przedstawiciel niemieckiej szkoły historycznej. Jego praca pod tytułem Zarys wykładów o gospodarstwie państwa według metody historycznej z 1843 roku stała się swoistym manifestem niemieckiej szkoły historycznej. Roscher zwalczał nomotetyczny charakter klasycznej ekonomii. Podkreślał ścisły związek ekonomii politycznej ze wszystkimi naukami społecznymi.

## Dzieła
- Zarys wykładów o gospodarstwie państwa według metody historycznej (1843)
- System gospodarstwa społecznego (1854)